# Ernest-Auguste de Hanovre (1845-1923)
Pour les articles homonymes, voir Ernest-Auguste.
Succession
Prétendant au trône de Hanovre
12 juin 1878 – 14 novembre 1923
(45 ans, 5 mois et 2 jours)
Ernest-Auguste II de Hanovre (Ernst August Wilhelm Adolf Georg Friedrich), 3e duc de Cumberland et Teviotdale, (né à Hanovre le 21 septembre 1845 – décédé à Gmunden (Autriche) le 14 novembre 1923) est le fils unique du roi Georges V de Hanovre (1819-1878) et de Marie de Saxe-Altenbourg.

## Biographie

### Mariage et descendance
Ernest-Auguste II de Hanovre épouse le 22 décembre 1878 à Copenhague la princesse Thyra de Danemark (1853-1933), fille de Christian IX et de Louise de Hesse-Cassel. La princesse est la sœur du roi Georges Ier de Grèce, du prince royal de Danemark, de la princesse de Galles et de l'épouse du tsarévitch. De cette union naissent :
- Marie-Louise de Hanovre (1879-1948), épouse en 1900 Max de Bade, margrave puis (1907) grand-duc héritier de Bade ; chancelier de l'Empire allemand d'octobre au 9 novembre 1918, il prononce la déchéance de la Maison de Hohenzollern.
- Georges de Hanovre (1880 – accident d'automobile le 20 mai 1912), comte d'Armagh ;
- Alexandra de Hanovre (1882 – 1963), épouse en 1904 Frédéric-François IV de Mecklembourg-Schwerin, ;
- Olga de Hanovre (1884-1958) ;
- Christian de Hanovre (1885-péritonite 1901)
- Ernest-Auguste III de Hanovre (1887-1953), épouse en 1913 Victoria-Louise de Prusse (1892-1980) et devient duc régnant de Brunswick en 1913 avant d'abdiquer en 1918.

### Prétendant au trône de Hanovre

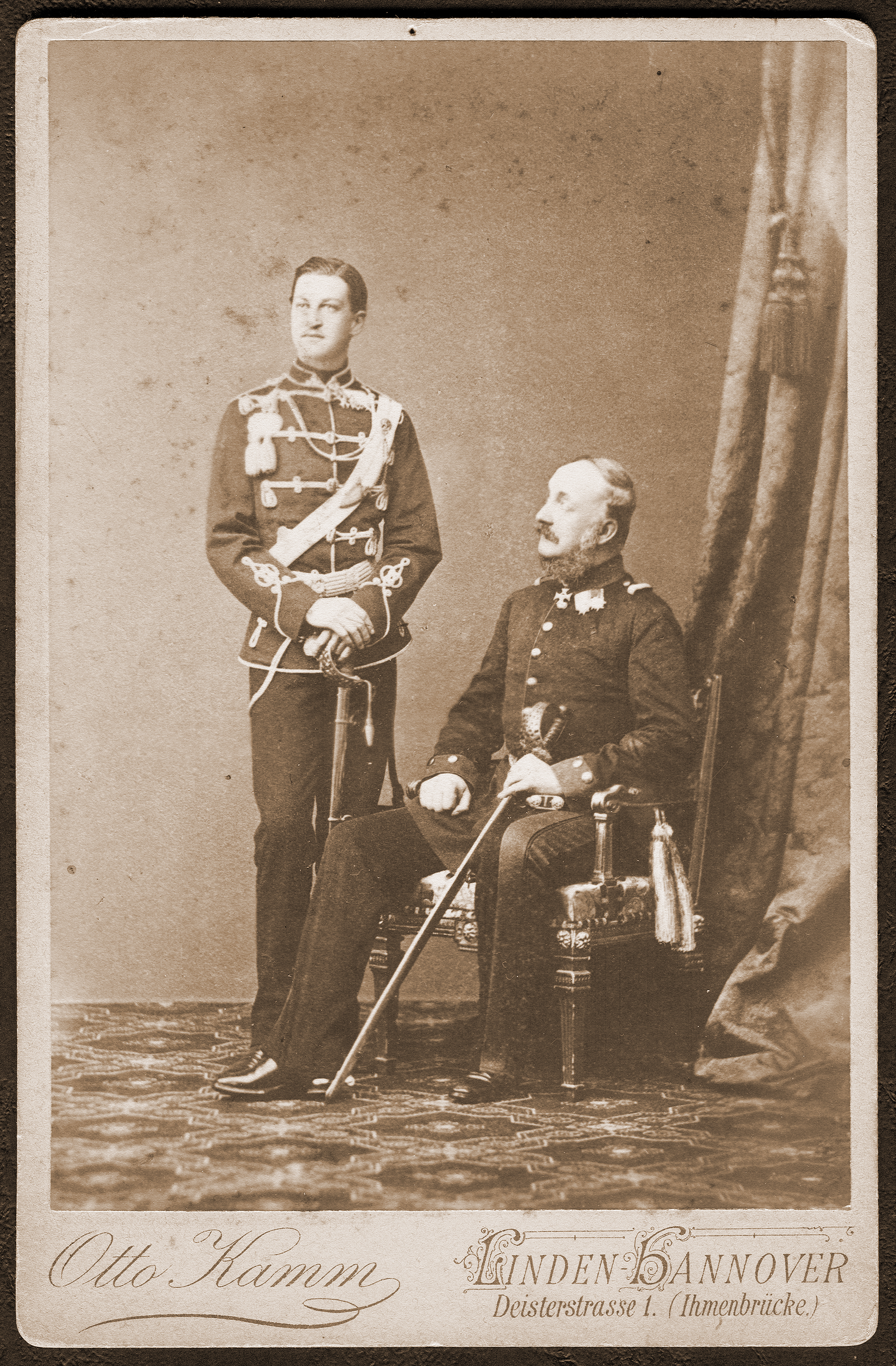
Le jeune prince et son père vers 1865 à Hanovre

Ernest-Auguste devient le prince héritier du royaume de Hanovre (membre de la Confédération allemande) de 1851 (lorsque son père devient roi de Hanovre) et le reste jusqu'en 1866 (lorsque le royaume de Hanovre est annexé par la Prusse après la Guerre austro-prussienne).
« Ernest-Auguste II de Hanovre » est le chef de la maison de Hanovre mais ne règne jamais, à la différence de son père le roi Georges V de Hanovre et de son fils « Ernest-Auguste III de Hanovre » qui accède de façon effective au trône ducal de Brunswick en 1913. « Ernest-Auguste II de Hanovre » devient aussi le chef de l'ensemble de la maison de Brunswick (la maison de Hanovre est une branche cadette de la maison de Brunswick).

### Succession au duché de Brunswick
Quand le duc régnant Guillaume VIII de Brunswick meurt en 1884, « Ernest-Auguste II de Hanovre » hérite de ses possessions personnelles, mais il ne put hériter du duché de Brunswick du fait de l'opposition de la Prusse alors que la loi successorale du duché de Brunswick le désigne : il en résulte une vacance du trône ducal qui ne se dénoue qu'en 1913 avec l'accession au trône ducal de son fils, lequel a épousé auparavant la princesse Victoria-Louise de Prusse, fille de l'Empereur allemand Guillaume II (cf. Ernest-Auguste III de Hanovre). Ernest-Auguste II de Hanovre renonce alors à ses droits sur le duché de Brunswick en faveur de son fils Ernest-Auguste III de Hanovre.

### Titres britanniques
3e duc de Cumberland et Teviotdale en 1878 (à la mort de son père) et prince britannique de la Maison de Hanovre, Ernest-Auguste vit tous ses titres et honneurs britanniques confisqués lorsqu'il choisit le camp de l'Allemagne pendant la Première Guerre mondiale.

### Dernières années
Retiré dans son château de Cumberland à Gmunden en Autriche, il y meurt en 1923, victime d'un accident vasculaire cérébral. Il est inhumé dans le mausolée familial situé près du château.

## Famille
Ernest-Auguste appartient à la Maison de Hanovre issue de la Maison de Brunswick (Brunswick-Lüneburg), elle-même issue de la Maison d'Este descendante des ducs de Toscane.
Ernest-Auguste II de Hanovre est l'ascendant de l'actuel chef de la Maison de Hanovre, le prince Ernest-Auguste V de Hanovre, né en 1954.